# Kota Teramae
Kota Teramae (寺前 光太 Teramae Kota?), född 9 juli 1995 i Nara prefektur, är en japansk fotbollsspelare.
Teramae började sin karriär 2019 i Fukushima United FC.